# Patauov sindrom
Patauov sindrom ali sindrom trisomije 13 je sindrom, ki ga povzroči kromosomska nepravilnost, pri kateri nekatere ali vse telesne celice vsebujejo dodaten genetski material iz 13. kromosoma. Odvečni genetski material ovira normalen razvoj in povzroči številne in zapletene okvare organov.
Do tega lahko pride, ker vsaka celica vsebuje celotno dodatno kopijo 13. kromosoma (nepravilnost, znana kot trisomija 13 ali trisomija D ali T13) ali ker vsaka celica vsebuje dodatno delno kopijo kromosoma ali ker obstajata dve različici celic – zdrava s pravilnim številom 13. kromosoma in okvarjena, ki vsebuje dodatno kopijo kromosoma – mozaični sindrom Patau. Popolna trisomija 13 je posledica nerazdružitve kromosomov med mejozo (mozaična oblika je posledica njihove nerazdružitve med mitozo).
Kot pri vseh stanjih, ki so posledica nerazdružitve kromosomov, (npr. Downovem sindromu in Edwardsovem sindromu) se tudi tveganje za ta sindrom pri potomcih povečuje s starostjo matere v nosečnosti, pri čemer je povprečje materine starosti približno 31 let. Patauov sindrom prizadene nekje med 1 od 10.000 in 1 od 21.700 živorojenih otrok.

## Znaki in simptomi
Pri plodih, ki preživijo nosečnost in porod, so med pogostimi nepravilnostmi:
- Živčevje
  - Intelektualni primanjkljaj in motorična prizadetost
  - Mikrocefalija
  - Holoprozencefalija (neuspešna razdelitev sprednjih možganov – prozencefalona).
  - Strukturne okvare oči, vključno z mikroftalmijo, Petersovo anomalijo, sivo mreno, defektom šarenice ali očesnega ozadja (koloboma), displazijo mrežnice ali odstopom mrežnice, senzoričnim nistagmusom, kortikalno izgubo vida in hipoplazijo vidnega živca
  - Meningomielokela (hrbtenična okvara)
- Mišično-skeletne nepravilnosti in nepravilnosti kože
  - Polidaktilija (dodatni prsti)
  - Ciklopija
  - Proboscis nasi (nos v obliki rilca)
  - Prirojeni sprožilni prsti
  - Nizko položena ušesa[3]
  - Izrazita peta
  - Deformirana stopala, znana kot stopala z gumijastimi podplati
  - Omfalokela (trebušni defekt)
  - Nenormalen vzorec dlani
  - Prekrivanje prstov nad palcem
  - Aplazija kože (manjkajoči del kože/las)
  - Orofacialni razcep (zajčja ustnica, volčje žrelo)
- Nepravilnosti sečil in spolovil
  - Nenormalna spolovila
  - Anomalije ledvic
- Drugo
  - Srčne napake (okvara ventrikularnega septuma) (prehodni arteriozni duktus)
  - Dekstrokardija
  - Ena sama popkovnična arterija [4]

## Vzroki
Patauov sindrom je posledica trisomije 13, kar pomeni, da ima vsaka celica v telesu tri kopije kromosoma 13 namesto običajnih dveh. Pri majhnem odstotku primerov imajo dodatno kopijo samo nekatere telesne celice; take primere imenujemo Patauov mozaicizem.
Patauov sindrom se lahko pojavi tudi, če se del 13.kromosoma pred spočetjem ali ob njem pritrdi na drug (translociran-premeščen) kromosom, kar imenujemo Robertsonova translokacija. Prizadeti ljudje imajo dve kopiji kromosoma 13 in dodaten material iz kromosoma 13, pritrjen na drug kromosom. S translokacijo ima oseba delno trisomijo 13. kromosoma in pogosto se telesni znaki sindroma razlikujejo od značilnega Patauovega sindroma.
Patauov sindrom se večinoma ne deduje, temveč se pojavi kot posledica naključnih dogodkov med tvorbo reproduktivnih celic (jajčec in spermijev). Napaka pri delitvi celic, imenovana nedisjunkcija, lahko povzroči nastanek reproduktivnih celice z neobičajnim številom kromosomov. Jajčece ali spermij lahko na primer pridobi dodatno kopijo kromosoma. Če ena od teh netipičnih reproduktivnih celic prispeva k genetski sestavi otroka, bo imel otrok dodaten kromosom 13 v vsaki od telesnih celic. Tudi mozaični Patauov sindrom se ne deduje. Pojavi se kot naključna napaka med delitvijo celic v zgodnjem razvoju ploda .
Podedovanj je lahko Patauov sindrom zaradi translokacije. Neprizadeta oseba je lahko nosilec genetskega materiala, preurejenega med 13. in drugim kromosomom. Ta prerazporeditev se imenuje uravnotežena translokacija, ker ni dodatnega materiala iz 13. kromosoma. Čeprav ljudje s tovrstno uravnoteženo translokacijo nimajo znakov Patauovega sindroma, je pri njih povečano tveganje za otroke s tem stanjem.

### Tveganje za ponovitev
Razen če je eden od staršev nosilec translokacije, je možnost, da bo imel par še enega otroka, prizadetega s trisomijo, manjša od 1 % (manjša kot pri Downovem sindromu). Najpogostejše značilnosti tega sindroma so težave, kot so zapoznel razvoj, duševna prizadetost, multiple malformacije, kardiomiopatija in nepravilnosti ledvic. Najpogostejši telesni znaki Patauovega sindroma so zmanjšanje mišičnega tonusa, majhne roke, majhna ušesa, majhna glava in usta ter široke in kratke roke s kratkimi prsti. Telesni razvoj otrok, ki jih prizadene Patauov sindrom, se odvija počasneje kot pri otrocih brez Patauovega sindroma. Otroci, ki jih prizadene Patauov sindrom, pa se morajo še vedno redno ukvarjati s telesno dejavnostjo, čeprav lahko razvoj mišic pri njih poteka počasneje.

## Diagnostika
Diagnostika običajno temelji na kliničnem pregledu, čeprav bo trisomijo 13 pokazala tudi preiskava fetalnih kromosomov. Medtem ko so številni telesni znaki podobni kot pri Edwardsovem sindromu, ima ta sindrom tudi nekatere edinstvene znake, npr. polidaktilijo. V nasprotju z Edwardsovim in Downovim sindromom pa štirikratni presejalni test ni zanesljiv način za odkrivanje te motnje. To je posledica spremenljivosti izvidov, ki je značilna za plodov s Patauovim sindromom.

## Zdravljenje
Zdravljenje otrok s trisomijo 13 se načrtuje individualno in je odvisno od okoliščin posameznega bolnika. Zdravljenje Patauovega sindroma se osredotoča na posebne telesne težave, s katerimi se rodi vsak otrok. Mnogi dojenčki imajo težave s preživetjem prvih nekaj dni ali tednov zaradi hudih nevroloških težav ali zapletenih srčnih napak. Morda bo potrebna operacija za popravilo srčnih napak ali razcep ustnice in razcep neba. Otrokom s Patauovim sindromom bodo pomagale doseči polni razvojni potencial fizikalna, delovna in govorna terapija. Otroke, ki preživijo, opisujejo kot srečne, starši pa poročajo, da jim bogatijo življenje. Navedena študija je združila Edwardsov sindrom, ki ga otroci včasih preživijo dlje, in Patauov sindrom, zato je bila srednja starost v času zbiranja podatkov 4 leta.

## Prognoza
Približno 90% dojenčkov s Patauovim sindromom umre v prvem letu življenja. Otroci, ki preživijo eno leto življenja, so običajno težko prizadeti z motnjami v duševnem razvoju, epileptičnimi napadi in psihomotoričnimi težavami. Otroci z mozaičnostjo so običajno manj prizadeti. V retrospektivni kanadski študiji pri 174 otrocih s trisomijo 13 je bil mediani čas preživetja 12,5 dneva. Enoletno in desetletno preživetje je bilo 19,8 % oziroma 12,9 %, kar vključuje otroke, pri katerih je bil opravljen agresiven kirurški poseg.

## Zgodovina
Trisomijo 13 je prvi opisal Thomas Bartholin leta 1657.  Kromosomsko naravo bolezni je leta 1960 dokazal dr. Klaus Patau, po katerem je bolezen poimenovana.
V Angliji in Walesu je bilo v obdobju 2008–2009 172 diagnoz Patauovega sindroma (trisomija 13), pri čemer je bilo 91 % diagnoz postavljenih pred rojstvom. Zabeleženih je bilo 111 splavov, 14 mrtvorojenčkov/splavov/fetalnih smrti, 30 neznanih izidov in 17 živorojenčkov. Pri približno 4 % Patauovega sindroma z neznanim izidom je verjetno šlo za živorojenost, zato skupno število živorojenih otrok ocenjujejo na 18.